# اینگر جاکوبسن
اینگر جاکوبسن (انگلیسی: Inger Jacobsen; ۱۳ اکتبر ۱۹۲۳ – ۲۱ ژوئیهٔ ۱۹۹۶) یک موسیقی‌دان و هنرپیشه اهل نروژ بود.
او نماینده نروژ در یوروویژن ۱۹۶۲ بود.